# 大映京都撮影所
大映京都撮影所（だいえいきょうとうさつえいじょ）は、かつて存在した日本の映画スタジオである。1927年（昭和2年）に日本活動写真が「日活太秦撮影所」として開所した。1942年（昭和17年）の戦時統合で設立された大日本映画製作株式会社（のちの大映、現在の角川映画）のもと、同名称となった。
1971年（昭和46年）12月の同社の倒産後、1974年（昭和49年）に同社が徳間書店傘下になることで再建、同撮影所は分社化され、株式会社大映映画京都撮影所（-だいえいえいがきょうとさつえいじょ）となり、1986年（昭和61年）4月には完全に閉鎖された。

## データ
- 所在地 京都府葛野郡太秦村多藪町（現在の同府京都市右京区太秦多藪町）

北緯35度00分48.01秒 東経135度42分14.05秒 / 北緯35.0133361度 東経135.7039028度

## 名称の変遷
| 年号   | 名称               | 経営会社                   | 備考                   |
| ------ | ------------------ | -------------------------- | ---------------------- |
| 1927年 | 日活太秦撮影所     | 日本活動写真株式会社       | 開所                   |
| 1942年 | 大映京都撮影所     | 大日本映画製作株式会社     | 戦時統合               |
| 1945年 | 大映京都撮影所     | 大映株式会社               | 社名変更               |
| 1974年 | 大映映画京都撮影所 | 株式会社大映映画京都撮影所 | 1971年の倒産後、分社化 |
| 1986年 | -                  | 大映映画株式会社           | 閉鎖・売却             |

## 略歴・概要

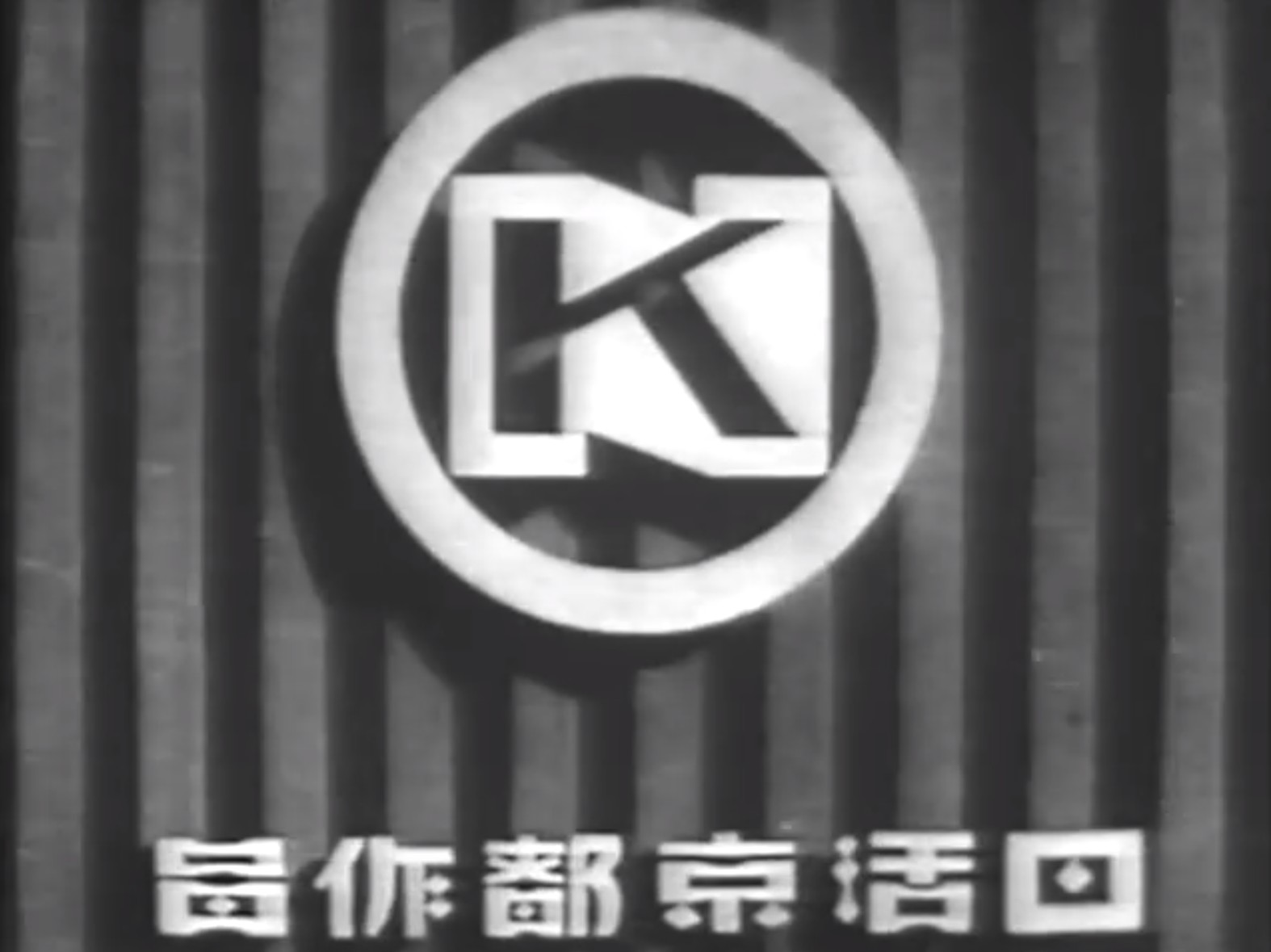

1927年（昭和2年）1月、日本活動写真が同地に新撮影所を着工、同年12月には日活大将軍撮影所から時代劇部が移転し日活太秦撮影所として開業した。翌1928年（昭和3年）4月には、大将軍から現代劇部も同撮影所に移転し、開所式が行われた。
1932年（昭和7年）、マキノ・プロダクションを解散したマキノ正博（のちの雅弘）が監督として同撮影所に入社したが、父の代からの因縁でまもなく横田永之助が解雇した。やがて横田は更迭され、1937年（昭和12年）にはマキノトーキー製作所を解散したマキノ正博が再度入社している。
1942年（昭和17年）1月、其の3年前の1939年（昭和14年）に勃発した日中戦争などの流れにより制定された映画法や、第二次世界大戦開戦にともなう戦時統合で、日活の製作部門、新興キネマ、大都映画が統合し、大日本映画製作株式会社（のちの大映、現在の角川映画）が発足、同年4月には業務が開始され、「大映京都撮影所」に改称され、撮影所や従業員を含む製作部全体を拠出した日活は、映画興行会社として存続した。新興キネマが所有していた「新興キネマ京都太秦撮影所」は、この合併により「大映第二撮影所」となった。第二のほうは、戦後1947年（昭和22年）に東横映画に貸し出され、「東横映画撮影所」（現在の東映京都撮影所）となった。
1971年（昭和46年）12月、大映が倒産し、再建に入った。1974年（昭和49年）、大映が徳間書店傘下になり再建、「大映映画株式会社」となった。同撮影所は本体から分社化され、「株式会社大映映画京都撮影所」が設立され、撮影所の名称も大映映画京都撮影所に変更した。末期には二つのステージのみを維持し、もっぱらレンタルスタジオとして稼動した。
1986年（昭和61年）4月には完全に閉鎖され、跡地は住宅地となった。59年間の撮影所の歴史が終焉した。

## 特色
時代劇を中心としたスタッフには職人気質が強く、また永田雅一社長の意向もあって縁故採用が採られ、社員すべてが親戚縁者のような体制だった（これは東京撮影所にも当てはまる）。その影響かかなり排他的な体質になっており、五社協定で招かれた他社の監督への反発のみならず、東京撮影所所属のスタッフへのライバル意識もかなり強かった。東京撮影所所属の社員監督であった湯浅憲明も、京都撮影所で『ボクは五才』（1970年）を撮った際、スタッフもろともロケバスで追い出される冷遇を受け、スタジオ撮影できたのは最後の3日間だけだったという 。
技術面を見た場合、陰影を生かした照明技術に秀でており、野外ロケとセット撮影を気づかせないほどの巧みさは、大映京都の伝統的な特色だった。「薄霞」の技法として、紗布をバックに使うという方法もこの撮影所独特のものだった。これは杉山公平が始めたものである。「擬似夜景」の技法としては、ススキなどの小道具を墨汁で黒く塗りつぶし、「月夜の闇」を表現する技法を編み出した 。
大映東京撮影所ともども、アグファ社のフィルムを専用としていた。アグファの現像は東京現像所でしか扱っていなかったので、このため、撮影後のフィルムを毎回東京現像所まで送らねばならず、ラッシュ･フィルムが上がってくるまで、往復で3日かかったという。アグファのフィルムは、他社のイーストマン・カラーや富士フイルムとはまた違った色彩を特色とし、大映映画の独特の味わいとなった。映画の映写・録音その他の機材は、他社が交流で使用する中、大映では京都も東京も撮影所に直流変電機を設置し、直流稼働させていた。直流稼働の利点は機械の作動にムラが少なく、ノイズが抑えられることである 。

## おもなフィルモグラフィ
大映京都撮影所
- 『羅生門』 : 監督黒澤明、1950年
- 『雨月物語』 : 監督溝口健二、1953年
- 『地獄門』 : 監督衣笠貞之助、1954年
- 『地獄花』 : 監督伊藤大輔、1957年
- 『炎上』 : 監督市川崑、1958年
- 『釈迦』 : 監督三隅研次、1961年
- 『大魔神』シリーズ
- 『博徒一代 血祭り不動』 : 監督安田公義、1969年

## ギャラリー

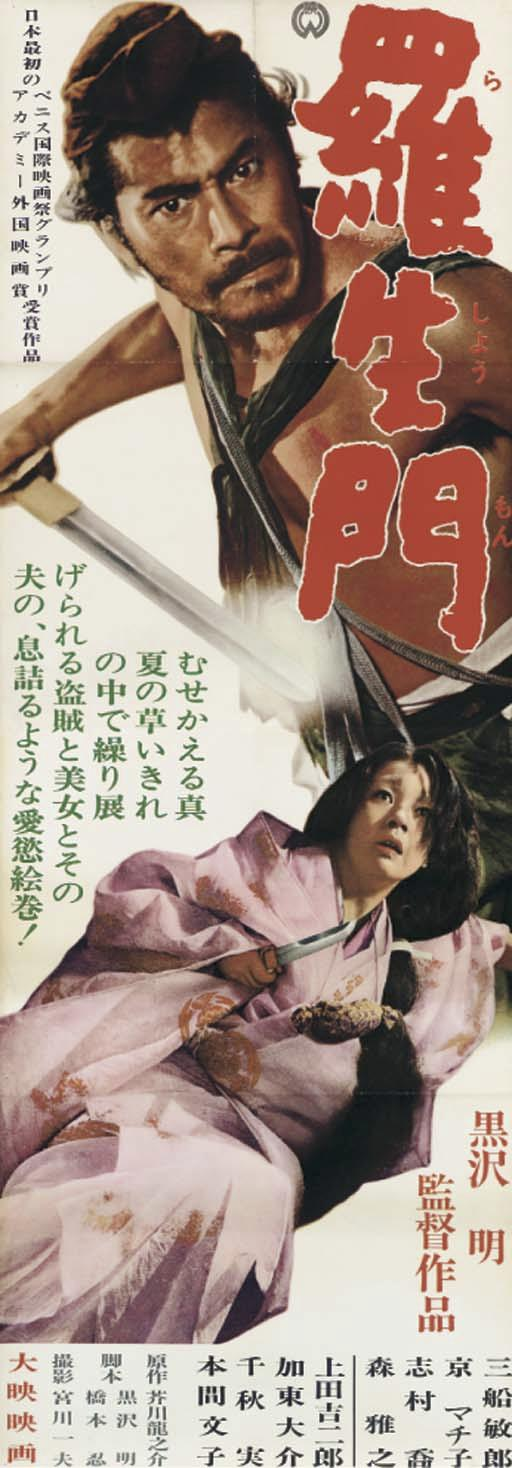
『羅生門』（1950年）
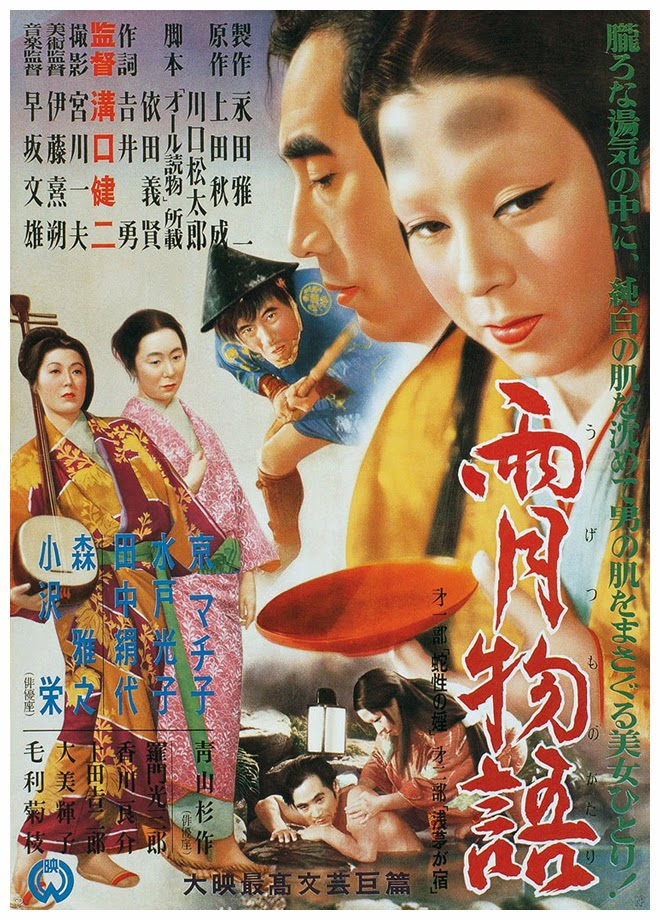
『雨月物語』（1953年）
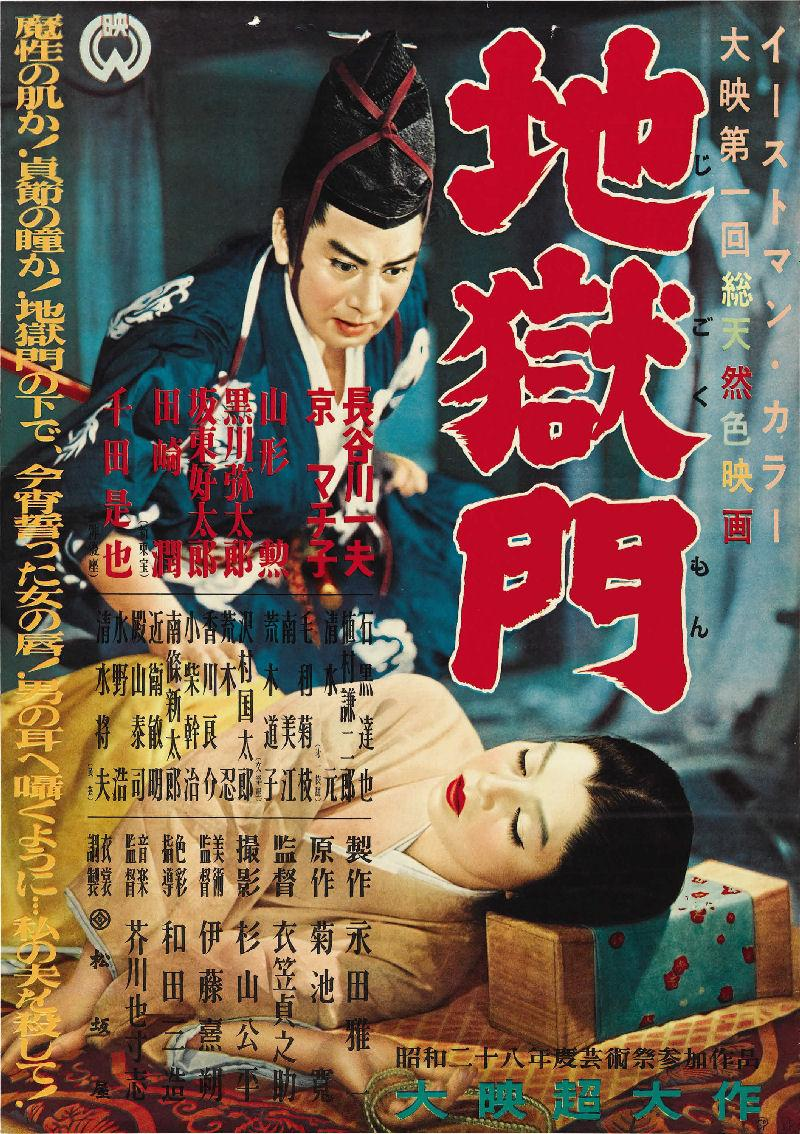
『地獄門』（1954年）
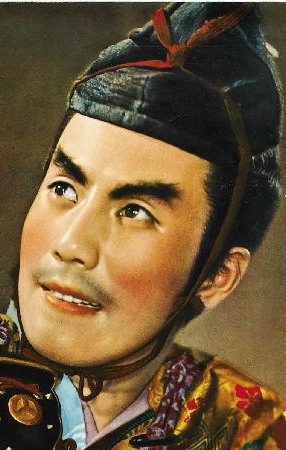
『新・平家物語』（1955年）
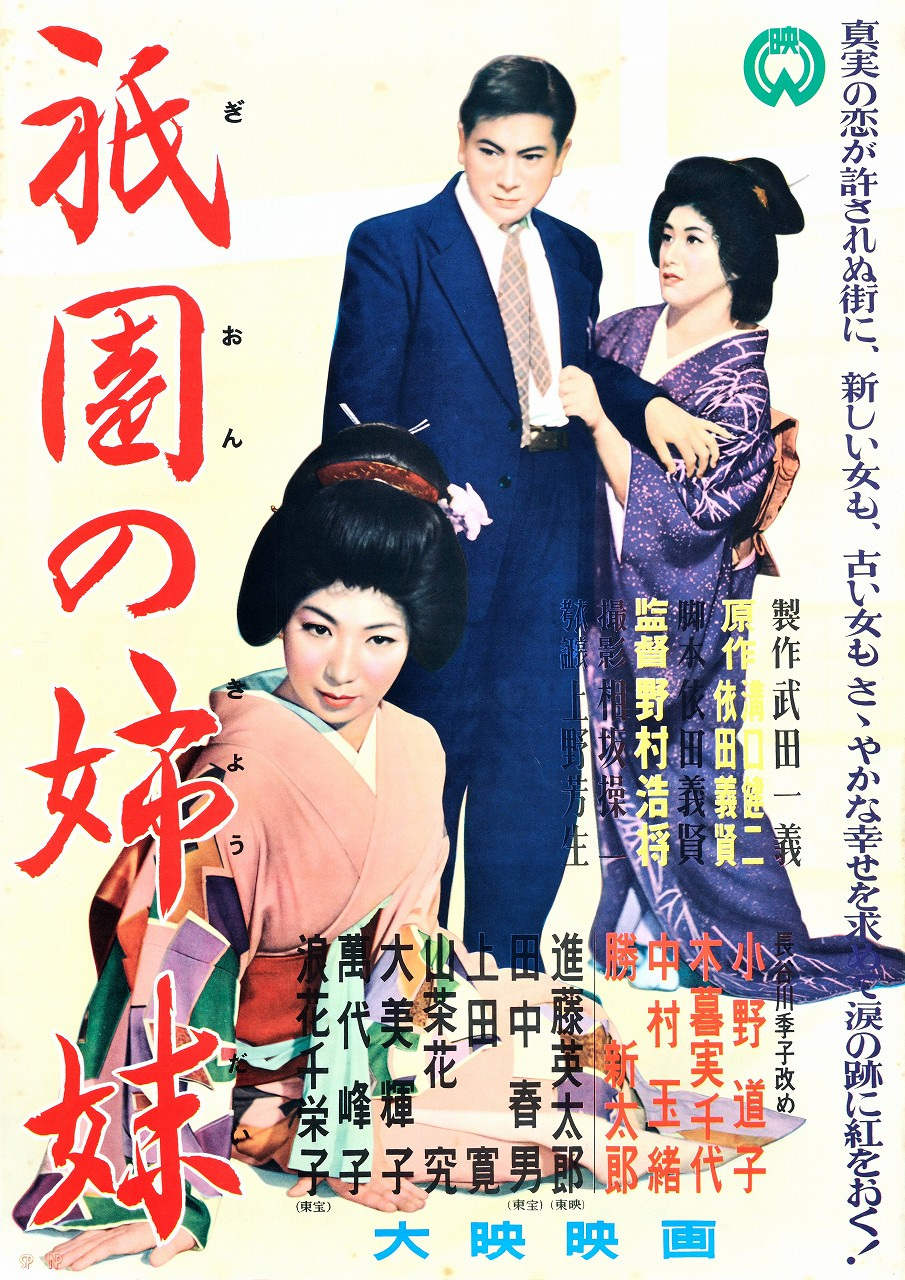
『祇園の姉妹』（1956年）

## 註
1. 1 2 3 4 5 6 7 8 9  「大映京都撮影所」、立命館大学公式サイト（#外部リンク欄）、2009年10月8日閲覧。二重リンクを省く。
2. ↑  立命館大学衣笠キャンパスの「マキノ・プロジェクト」サイト内の「マキノ映画活動史」の記述を参照。
3. 1 2  東映京都撮影所、立命館大学、2009年10月8日閲覧。
4. ↑  『ガメラを創った男　評伝　映画監督・湯浅憲明』（アスペクト）
5. ↑  『大映特撮コレクション　大魔神』（徳間書店）
6. ↑  年間作品中、アグファと富士のフィルムを半々で使用
7. ↑  『大魔神逆襲DVD』森田富士郎、黒田義之の対談